# 17281 Mattblythe
17281 Mattblythe è un asteroide della fascia principale. Scoperto nel 2000, presenta un'orbita caratterizzata da un semiasse maggiore pari a 2,7341329 UA e da un'eccentricità di 0,1342976, inclinata di 5,23020° rispetto all'eclittica.